# 唐草芋螺
唐草芋螺（学名：Conus caracteristicus），是新腹足目芋螺科芋螺属的一种。主要分布于马来西亚、印度尼西亚、台湾，常栖息在浅海。